# Takahiro Shimotaira
Takahiro Shimotaira (jap. 下平 隆宏, Shimotaira Takahiro; * 18. Dezember 1970 in der Präfektur Aomori) ist ein ehemaliger japanischer Fußballspieler und -trainer.

## Karriere

### Spieler
Shimotaira erlernte das Fußballspielen in der Schulmannschaft der Gonohe High School. Seinen ersten Vertrag unterschrieb er 1990 bei Hitachi (heute: Kashiwa Reysol). 1994 wurde er mit dem Verein Vizemeister der Japan Football League und stieg in die J1 League auf. 1999 erreichte er das Finale des J.League Cup. Für den Verein absolvierte er 244 Spiele. 2001 wechselte er zum Ligakonkurrenten FC Tokyo. Für den Verein absolvierte er 39 Erstligaspiele. 2003 kehrte er nach Kashiwa Reysol zurück. Für den Verein absolvierte er 33 Erstligaspiele. Ende 2004 beendete er seine Karriere als Fußballspieler.

### Trainer
Von 2005 bis Januar 2019 war Shimotaira bei seinem ehemaligen Verein Kashiwa Reysol angestellt. Hier war er als Scout, Trainer der U18-Mannschaft, Co-Trainer und Trainer der ersten Mannschaft sowie als Technischer Direktor tätig. Im Februar 2019 ging er zum Zweitligisten Yokohama FC. Hier war er bis Mitte Mai 2019 Co-Trainer. Am 14. Mai 2019 übernahm er das Amt des Cheftrainers. Am Ende der Saison 2019 wurde er mit dem Klub Vizemeister und stieg in die erste Liga auf. Bei dem Verein aus Yokohama stand er bis zum 8. April 2021 an der Seitenlinie. Am 1. Februar 2022 unterschrieb er einen Vertrag beim Erstligaabsteiger Ōita Trinita in Ōita.

## Erfolge

### Spieler
Kashiwa Reysol
- J.League Cup: 1999

### Trainer
Yokohama FC
- J2 League: 2019 (Vizemeister)  ▲